# Estación de Progreso
Progreso fue una estación de trenes que se encuentra en Progreso, Yucatán. Actualmente el edificio de la estación es una lonchería y una terminal del transporte urbano de pasajeros. Entre 1982 y 1984 la estación dejó de operar en sus servicios de carga y de pasajeros.

## Historia
La estación se edificó sobre la línea del antiguo Ferrocarril Mérida-Progreso, por medio de la concesión número 23. La ley de concesión del 17 de enero de 1874 otorgó a la Empresa Catorce la autorización de construir una línea férrea desde México hasta el Océano Pacífico y de allí al Río Bravo del Norte, y desde un punto del Ferrocarril de Veracruz hasta el mismo océano; y del Puerto de Progreso hasta la Ciudad de Mérida. El 4 de mayo de 1874 se declaró caducada la concesión de 17 de enero, quedando subsistente la referente de Mérida a Progreso.